# The Game That Kills
The Game That Kills, auch bekannt als Flashing Skates, ist ein US-amerikanischer Kriminalfilm mit Charles Quigley und Rita Hayworth aus dem Jahr 1937. Als Vorlage diente eine Geschichte von J. Benton Cheney.

## Handlung
Tom Ferguson, ein wichtiger Eishockey-Spieler der New York Indians, kommt bei einem vermeintlichen Unfall auf dem Eis ums Leben. In Wahrheit haben ihn seine eigenen Mannschaftskameraden, Dick Adams und Bill Drake, auf dem Gewissen. Initiiert wurde die schreckliche Tat vom Besitzer des Teams, Rudy Maxwell, der in windige Wettgeschäfte verwickelt ist und gegen seine eigene Mannschaft wettet. Die hohen Gewinne teilt er mit Adams und Drake. Da Tom nicht gewillt war, mit Absicht Spiele zu verlieren, und weil er drohte, Maxwell und seine Komplizen auffliegen zu lassen, kostete es ihm das Leben.
Als Alex Ferguson vom Tod seines Bruders erfährt, ist er sofort überzeugt, dass es sich nicht um einen Unfall handeln konnte. Er macht sich auf den Weg nach New York, um die Wahrheit ans Licht zu bringen. Dort angekommen, gibt er sich als Eishockey-Spieler namens Steve Moreau aus und schafft es, in das Team aufgenommen zu werden. Er bewährt sich schnell als talentierter Spieler und verliebt sich in die hübsche Betty Holland, die Tochter des Trainers. Bei seinen Nachforschungen kommt er Maxwell auf die Schliche und findet ebenfalls heraus, dass Maxwell den Trainer des Teams, Joe Holland, wegen Scheckbetrugs in der Hand hat.
Als auch der Sportreporter Sam Erskine hinter dem schwachen Abschneiden der Indians Manipulation vermutet, überzeugt er Betty, für seine Zeitung zu arbeiten und dabei so viele Informationen wie möglich zu sammeln, um den Ruf ihres Vaters zu schützen. Bei ihren Recherchen entdeckt Betty Steves wahre Identität und kommt auch Maxwells zwielichtigen Machenschaften auf die Spur. Maxwell wiederum ertappt sie bei ihren Ermittlungen, nimmt sie als Geisel und benutzt sie als Druckmittel gegen ihren Vater, damit dieser das Team auch weiterhin zum Verlieren der Spiele anführt. Alex gelingt es schließlich, Maxwells Handlanger Adams und Drake in eine Falle zu locken und sie zu einem Geständnis über den Mord an seinem Bruder zu bewegen. Daraufhin findet er Maxwells Versteck, lässt diesen und dessen Helfer von der Polizei festnehmen und befreit Betty, mit der er ein neues Leben beginnen will.

## Hintergrund
Der von Columbia Pictures produzierte B-Film The Game That Kills war der zweite von drei Eishockey-Filmen, die 1937 veröffentlicht wurden. Die anderen beiden waren Warner Brothers’ King of Hockey und Universals Idol of the Crowds mit John Wayne.

## Kritiken
Laut Weekly Variety zeige der Film „hauptsächlich“ Charles Quigley, doch sei da auch Rita Hayworth, „die erst kürzlich in einer kleinen Tanzrolle in einem seiner Filme auftrat“. Die brünette Hayworth sei „ein Hingucker“ und spreche ihre Zeilen „gut“. Daher werde man sie „wahrscheinlich noch häufiger in den zukünftigen Filmen von Columbia sehen“. Hal Erickson vom All Movie Guide befand rückblickend, dass Rita Hayworth, die im Film an zweiter Stelle stehe, „als Hollands Tochter und Fergusons Liebste sehr dekorativ“ sei.